# ジョージ・H・カー
ジョージ・ヘンリー・カーまたはジャック・ヘンリー・カー（George Henry Kerr (Jack Henry Kerr)、1911年11月7日 - 1992年8月27日）は、第二次世界大戦中のアメリカ合衆国の外交官で、著作家、大学教授も務め、台湾や琉球・沖縄の歴史研究を行った。また彼が記録した、日本に統治されていた1930年代から1940年代までの台湾と戦後沖縄の経済、政治的出来事に関する資料がフーヴァー戦争・革命・平和研究所などに保管されている。

## 経歴
カーは長老派教会の牧師の息子として、1911年11月7日にペンシルベニア州で誕生した。1935年から1937年の2年間日本に留学し、1937年から1940年まで台湾・台北で英語教師を務めた。
アメリカ海軍予備役で大尉に任命されたカーは、太平洋戦争中に台湾に関する専門家として、また軍政学校で指導を行った。1942年から1943年に彼はアメリカ陸軍省で台湾における解説顧問を、1944年から1946年には、ニューヨークのコロンビア大学内の海軍軍政学校で教鞭をとった。
戦争終結直後の1945年に台湾に戻り、海軍駐在武官の補佐官として、陳儀を台湾代表にして同年10月25日に日本と降伏文書調印を交わさせた。後に彼は在中アメリカ大使館の外交官に任命され、アメリカ国務省外交局に勤め、台湾副領事となった。1947年に発生した二・二八事件の目撃記録を残した。ある評論家は、カーは積極的にこの事件に介入していたと主張している。
カーは1947年から1949年にワシントン州立のワシントン大学で、1949年から1950年までスタンフォード大学とカリフォルニア大学バークレー校で日本史講師を務めた。その後5年間はフーヴァー戦争・革命・平和研究所所属の研究員に就任した。彼に関する資料は沖縄県公文書館と琉球大学附属図書館、台北の2.28記念館などに公開されている。
1992年8月27日、カーはハワイ州ホノルルで80歳で死去した。

## 研究
カーは日本（特に沖縄）、台湾の歴史研究に造詣が深い人物として知られ、それに関係する著書を多数執筆している。

### 琉球・沖縄に関する歴史研究
1950年代初め、カーは念願の沖縄訪問を実現し、琉球住民独自のアイデンティティーを呼び起こす目的で、米軍の委託により沖縄の歴史に関する著書を執筆した。有能な研究者・翻訳者らは沖縄に関する歴史的な資料や遺跡を求めて、日本中を捜し回った。そして彼は1953年に『Okinawa: Kingdom and Province before 1945 』（琉球 -王国と1945年以前の沖縄- ）、1956年には日本語で書かれた『琉球の歴史』を出版した。その間にカーはさらに沖縄の歴史研究に没頭し、前述の2著書の補足版も書き上げた。『Okinawa, the History of an Island People 』（沖縄 -島民の歴史- ） には、沖縄の伝説上の過去から沖縄戦まで扱った542ページに及ぶ著書である。カーが亡くなるまでの11年に、1万3千冊の売り上げを達成した。その後は絶版していたが、2000年に再版されている。
カーは喪失した琉球の歴史的な遺構を非常に気にかけ、1960年から1963年の間に沖縄の重要文化財を調査した。宮古諸島や八重山諸島にも出向け、先島諸島を中心とした沖縄と中国との経済的影響に関する本を起草したが、出版しなかった。

### 台湾に関する歴史研究
彼が著した台湾に関する書籍は多数に及ぶ。カーは中国からの台湾独立運動を擁護したため、蔣介石や毛沢東から敵視され、特に蔣介石からは非難され、結果的にスタンフォード大学での職を失った。彼は影響力のある政治解説者、作家であったが、彼は中国との対抗姿勢を明白にしていたため、中国史研究者としての評判は多くの中国学者から疑問が投げかけられている。
1965年の『Formosa Betrayed 』（裏切られた台湾）は日本の植民地支配から中国国民党政権への転換に関する、最も有名な書物の一つである、カーはアメリカ外交局時代から国民党支配の台湾におけるその後の成り行きを見届けていた。『裏切られた台湾』は、国民党支持者から厳しく非難され、台湾独立を巡って論争が起こった。当著は1976年にアメリカで再発行され、さらに1992年には第2版が台湾で発売された。

## 主な作品
- 2000年 - Okinawa, the History of an Island People. Tokyo: Tuttle Publishing(チャールズ・イー・タトル出版). ISBN 0-8048-2087-2; ISBN 978-0-8048-2087-5 (paper) ... with Mitsugu Sakihara．新版2018年。ISBN 978-4-8053-1479-1
  - 『沖縄　島人の歴史』山口栄鉄訳、勉誠出版、2014年。ISBN 978-4-585-22088-6
- 1986年 - Formosa Betrayed. Honolulu: University of Hawaii Press ISBN 0-8248-0323-X; ISBN 978-0-824-80323-0 (cloth)
- 1986年 - The Taiwan confrontation crisis. Formosan Association for Public Affairs, Formosan Association for Human Rights.[3]
  - 『裏切られた台湾』蕭成美訳、川平朝清監修、同時代社、2006年。ISBN 978-4-88683-568-0
- 1976年 - Formosa Betrayed. New York: Da Capo Press. ISBN 0-306-70762-4
- 1974年 - Formosa: Licensed Revolution and the Home Rule Movement, 1895-1945. Honolulu: University of Hawaii Press.[3] ISBN 0-8248-0323-X、ISBN 978-0-824-80323-0
- 1965年 - Formosa Betrayed. Boston: Houghton Mifflin.[3]
- 1961年 - Bibliography of the Ryukyus. 西原町: 琉球大学. ...with Higa Shuncho.[3]
- 1959年 - Science Information Services in Japan, a Brief Survey. Tokyo.[3]
- 1958年 - Okinawa, the History of an Island People. Tokyo: C. E. Tuttle Co.[3]
- 1956年 - 『琉球の歴史』（琉球列島米国民政府発行）[1]
- 1953年 - Ryukyu Kingdom and Province before 1945. Pacific Science Board (US), National Academy of Sciences, National Research Council (US).[3]
- 1952年 - The Ryukyu Islands: A Preliminary Checklist of Reference Materials Arranged Alphabetically. ... with Higa Shuncho and others.[6]

### 伝記
- 『沖縄と台湾を愛したジョージ・H・カー先生』比嘉辰雄 編著、琉球新報社、2018年3月